# Haplotrematidae
Haplotrematidae zijn een familie van weekdieren uit de klasse van de Gastropoda (slakken).

## Taxonomie
De volgende taxa zijn bij de familie ingedeeld:
- Onderfamilie Austroselenitinae H.B. Baker, 1941
  - Geslacht Austroselenites Kobelt, 1905
  - Geslacht Zophos Gude, 1911
    - = Moerchia E. von Martens, 1860
    - = Selenites P. Fischer, 1878
- Onderfamilie Haplotrematinae H.B. Baker, 1925
  - Geslacht Ancomena H.B. Baker, 1931
  - Geslacht Ancotrema H.B. Baker, 1931
  - Geslacht Greggiella H.B. Baker, 1941
  - Geslacht Haplotrema Ancey, 1881
    - = Proselenites Thiele, 1927